# Instituto Lula

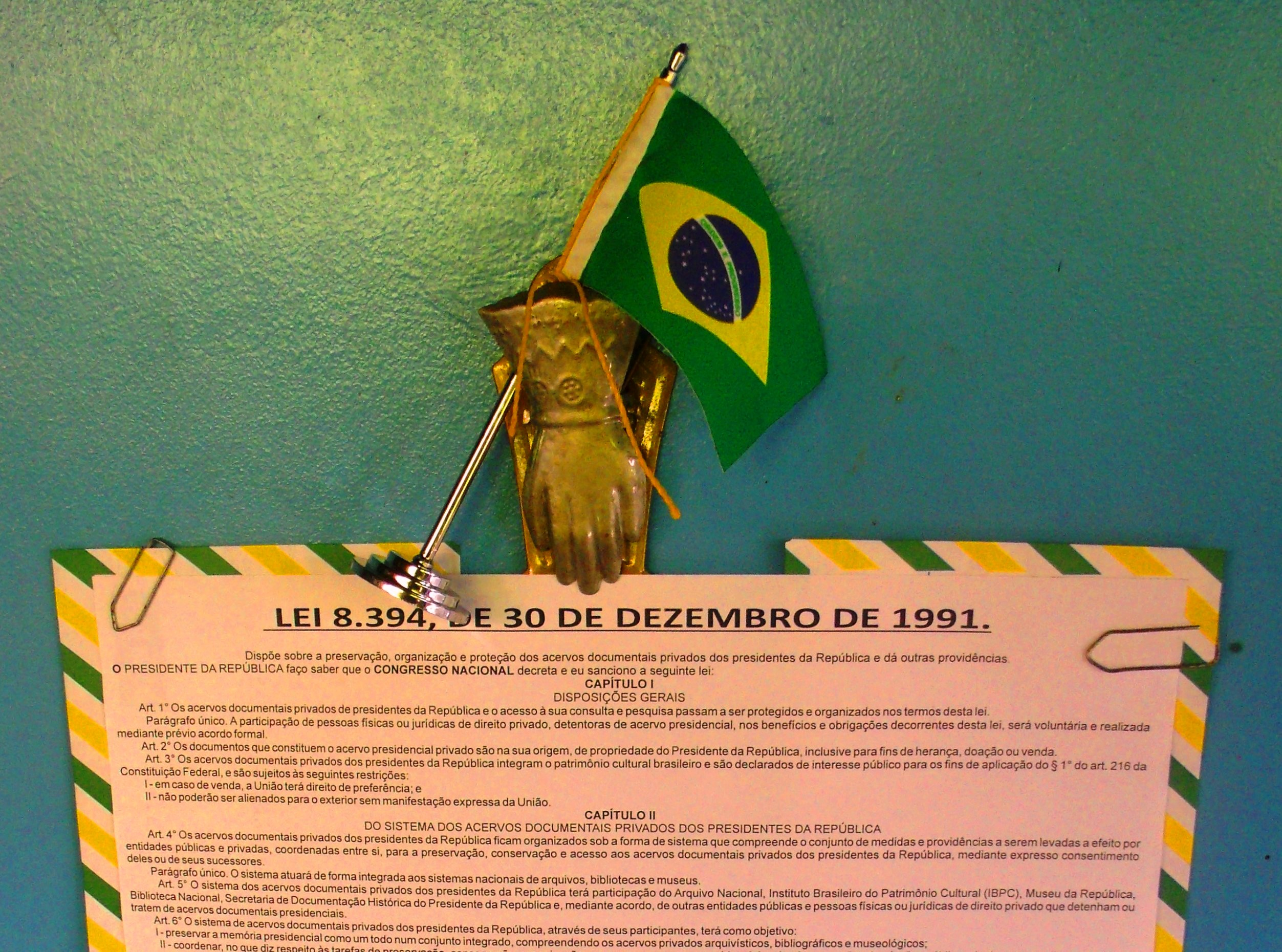
Pela Lei Brasileira dos Acervos Presidenciais um dos objetivos jurídicos de institutos, museus, bibliotecas ou fundações de ex-presidentes é a guarda, preservação e disposição pública de acervos pessoais dos ex-presidentes.

O Instituto Lula de estudos políticos é uma fundação suprapartidária e sem fins lucrativos, dedicada à cooperação internacional entre o Brasil, a África e os demais países da América Latina. Seu nome homenageia o presidente do Brasil Luiz Inácio Lula da Silva que também é seu presidente de honra.

## Objetivos
- Guardar, preservar e dispor ao público peças de acervos presidenciais nos termos da Lei Federal nº 8.394, de 30 de dezembro de 1991
- Compromisso com o desenvolvimento nacional e a redução de desigualdades, visando o progresso socioeconômico do país,
- Estudos e  compartilhamentos de políticas públicas e privadas destinadas à erradicação da extrema pobreza e da fome,
- Realização de estudos, palestras e seminários sobre desenvolvimento com sustentabilidade ambiental.

## Lei brasileira dos acervos presidenciais
A Lei Brasileira dos Acervos Presidenciais (nº 8.394, de 30 de dezembro de 1991) é a norma legal que dispõe sobre a preservação, organização e proteção dos acervos documentais privados dos presidentes da República, assim como a Lei dos Registros Presidenciais do Estados Unidos, determina que os acervos dos ex-presidentes são de utilidade nacional e de disponibilização pública, nos termos legais que competem à Comissão Memória dos Presidentes da República.

## História da chamada "Caravana da Cidadania" e a Origem do Instituto Lula
A história do instituto remonta a 1990 - 1993 ou seja, mais precisamente na denominada "Caravana da Cidadania" (1990-1993) que em três anos percorreu os nove estados do Nordeste Brasileiro e desenvolveu um "Plano de Metas para o Governo Lula" isso quando era formado o chamado "Governo Paralelo" esse nome denominado pela Mídia, e que era então um grupo de ação politica liderado por Lula e que não parava de crescer, isso devido ao carisma de Luiz Inácio Lula da Silva a tal manifestação, então para fazer frente ao então recém impedido presidente Fernando Collor de Melo, e também ao fim ao Plano Real (1992-2002) e que conteve a Hiperinflação desenvolvida no Governo impedido de Fernando Collor de Mello, e que devido a ser homem de confiança de Itamar Franco, havia vencido as eleições de 1989. (Revista Times Editor, Estados Unidos da América do Norte Dezembro 2002 e The Economist, London Editor Novembro 2004)
Neste período o Governo Paralelo contou com a participação em seus encontros de diversos atores políticos relevantes como Antonio Candido, José Gomes da Silva e Aziz Ab’Saber.
A partir de 1993 e com o impeachment do Governo Collor, o Governo Paralelo passa a se identificar como Instituto Cidadania e passa a desenvolver diversas atividades políticas com objetivo de conhecer melhor o cenário geopolítico, social e econômico brasileiro, como as "caravana da cidadania" (1990-1993).
Em 1999, o Instituto Cidadania intensificou suas atividades. Além de debates e seminários passou a trabalhar com extensos projetos temáticos que resultam em diagnósticos mais apurados e propostas abrangentes de políticas públicas. Os projetos envolvem a interlocução com os diversos atores políticos e especialistas de cada área, em ambiente suprapartidário. Entre os temas já abordados estão a moradia, a energia elétrica, a segurança pública, a reforma política, a segurança alimentar e a juventude.
Até 2002, o Instituto Cidadania manteve uma equipe de economistas e grupos de trabalho setorial que realizavam análises da conjuntura nacional, e também uma equipe de comunicação, responsável pelo relacionamento com a imprensa e pelas publicações.
Ao assumir o governo, o presidente da República Luiz Inácio Lula da Silva transferiu para o empresário José Alberto de Camargo a responsabilidade de dirigir o Instituto. O Instituto Cidadania manteve o perfil de realizar projetos temáticos, seminários e debates, frequentemente em parceria com outras instituições. Em 2003 e 2004, desenvolveu o Projeto Juventude, um amplo diagnóstico e um conjunto de propostas de políticas públicas voltadas para a juventude brasileira.
O Instituto Cidadania também acompanhou a incorporação às políticas governamentais de diversos projetos por ele gestados. O Projeto Moradia inspirou a criação do Ministério das Cidades, do Conselho Nacional das Cidades de programas habitacionais e de saneamento básico. O Projeto Segurança Pública deu fundamento ao Sistema Único de Segurança Pública, articulado pelo Ministério da Justiça. O Projeto Energia Elétrica concebeu as bases gerais do programa energético nacional. O Projeto Reforma Política, apresentado à Comissão Especial de Reforma Política da Câmara dos Deputados, forneceu subsídios valiosos para a proposta que tramita no Legislativo. O Projeto Fome Zero deu origem ao programa federal de segurança alimentar e combate à fome hoje distribuído por vários ministérios e aglutinado no Bolsa Família.
Entre 2003 e 2005, o Instituto Cidadania apoiou a realização de reuniões mensais de importantes intelectuais interessados em refletir sobre os rumos gerais do país. O grupo fazia um acompanhamento crítico da conjuntura nacional, avaliava o governo e discutia o papel dos movimentos sociais, da universidade e dos próprios intelectuais na sociedade.
Ao término do segundo mandato de Lula, o Instituto da Cidadania — onde Lula debateu e elaborou com toda a sociedade propostas de políticas públicas antes de ser eleito presidente — deu lugar ao Instituto Lula, que cuidará do acervo histórico e do intercâmbio internacional das experiências políticas do ex-presidente.

## Missão
O principal eixo de atuação do Instituto Lula é a cooperação do Brasil com a África e a América Latina. O exercício pleno da democracia e a inclusão social aliada ao desenvolvimento econômico estão entre as principais realizações do governo Lula que o Instituto pretende estimular em outros países.
O Instituto Lula também trabalha na construção de um museu para contar a história do Brasil a partir da experiência dos movimentos sociais. Com o nome de Memorial da Democracia, sua concepção está sendo baseada em projetos modernos, nos quais a interatividade é mote central, como o Museu da Língua Portuguesa e o Museu do Futebol, ambos na capital paulista.
De acordo com seu estatuto, o Instituto Lula tem compromisso com o desenvolvimento nacional e a redução de desigualdades, visando o progresso socioeconômico do país, assim como com o estudo e  compartilhamento de políticas públicas e privadas destinadas à erradicação da extrema pobreza e da fome, ao acesso à educação  à promoção da igualdade, à universalização da Saúde, ao desenvolvimento com sustentabilidade ambiental, ao fomento à participação política e social dos cidadãos em todas as esferas da vida pública nacional.
Ao término do segundo mandato de Lula, o Instituto Cidadania — onde  Lula debateu e elaborou com toda a sociedade propostas de políticas públicas antes de ser eleito presidente — deu lugar ao Instituto Lula, que cuidará do acervo histórico e do intercâmbio internacional das experiências políticas do ex-presidente.
O Instituto Lula não tem fins lucrativos e é independente de estados, partidos políticos ou organizações religiosas. A manutenção de seus trabalhos é garantida por meio de doações de empresas e pessoas que se identificam com os objetivos da entidade.

## Diretoria
Luiz Inácio Lula da Silva - Presidente de Honra
Paulo Tarcisio Okamotto - Presidente (2011-atual)
Triênios 2011/2014 e 2014/2017:
Celso Marcondes
Clara Levin Ant
Luiz Soares Dulci
Paulo de Tarso Vannuchi
Triênio 2017/2020:
Denise Motta Dau
Juvandia Moreira Leite
Rafael Marques da Silva Júnior
Tamires Gomes Sampaio

## Operação Lava Jato
Em 6 de novembro de 2015, durante a 19ª fase da Operação Lava Jato, a Polícia Federal encontrou indícios que o Instituto Lula, o Instituto Fernando Henrique Cardoso (FHC) e a empresa LILS – responsável por organizar as palestras do ex-presidente Luiz Inácio Lula da Silva – teriam recebido cerca de R$ 4 milhões em recursos da Odebrecht (atual Novonor). De acordo com o laudo, o Instituto FHC recebeu R$ 975 mil da Odebrecht, entre dezembro de 2011 e dezembro de 2012, enquanto os pagamentos para as duas entidades ligadas ao petista totalizaram R$ 3,97 milhões, pagos entre 2011 e 2014. Não se confirmou que os recursos sejam ilícitos.
Em 22 de fevereiro de 2016, na 23ª fase da Lava Jato, o Instituto Lula voltou a ser alvo de investigações, após indícios de que R$ 12,4 milhões da Odebrecht foram utilizados ilicitamente para obras no mesmo.
No dia 4 de março de 2016, deflagrou-se a 24ª fase da operação Lava Jato, que teve como um de seus objetos principais o Instituto Lula.  Expediram-se mandados de busca e apreensão, um deles no instituto, e mandados de condução coercitiva para o presidente do Instituto Paulo Okamotto e o ex-presidente Luiz Inácio Lula da Silva, entre outros.
Em 31 de agosto de 2016, a Receita Federal retira o direito a isenção tributária, particular de organizações sem fins lucrativos, por 'desvio de finalidade' e cobra multa do mesmo, referente a impostos devidos do ano de 2011. Os anos de 2012 a 2014 ainda estão baixo investigação. A principal irregularidade apontada é o repasse de R$ 1,3 milhão para a empresa G4 Entretenimento, que tem como donos Fábio Luís, filho do ex-presidente, e Fernando Bittar, proprietário do sítio em Atibaia investigado por pertencer a Lula no ambito da Lava Jato.
No dia 14 de setembro de 2016, o Ministério Público Federal apresentou formalmente denúncia contra Paulo Okamotto, presidente do Instituto, foi acusado de usar contratos falsos de armazenagem do acervo pessoal do ex-presidente Lula, para dissimular a origem de dinheiro proveniente de crimes.
Em fevereiro de 2021, o TRF-4 decidiu manter suspensa a ação que apura suspeita de lavagem de dinheiro em processo de propriedade da Lava Jato. Com a a suspeição de Sergio Moro, o ministro Gilmar Mendes estendeu a suspeição aos processos do sítio de Atibaia e o da doação de um imóvel para o Instituto Lula.

## Suspensão das atividades
Em 9 de maio de 2017 a justiça federal determinou a suspensão das atividades do Instituto Lula. O magistrado justificou que, mesmo que o Instituto Lula desenvolva projetos de cunho social, há indícios "veementes" de "delitos criminais" que podem ter sido iniciados ou instigados na sede do instituto, localizada em São Paulo. Técnicos da Receita contestaram doações de duas entidades sem fins lucrativos que, juntas, destinaram 1,5 milhão de reais ao instituto entre 2013 e 2014. A Globo publicou que o fisco concluiu que houve desvio de finalidade no período investigado.

### Suspensão derrubada pelo Tribunal Regional Federal
Por meio de recurso proferido pelo Tribunal Regional Federal da 1ª Região a suspensão das atividades do instituto, que havia sido decisão do juiz Ricardo Leite, da 10ª Vara Federal do Distrito Federal, foi derrubada em 17 de maio de 2017.